# 3 in Jazz
Albums de Gary Burton
Who Is Gary Burton?
(1962) Something's Coming!
(1963)
3 in Jazz est un album de trois artistes séparés en trois parties : Gary Burton, Sonny Rollins et Clark Terry enregistré en 1963.

## Liste des titres
| No  | Titre                           | Musique                        | Durée |
| --- | ------------------------------- | ------------------------------ | ----- |
| 1.  | Hello, Young Lovers             | Oscar Hammerstein II,          | 2:54  |
| 2.  | Gentle Wind and Falling Tear    | Gary Burton                    | 2:52  |
| 3.  | You are my Lucky Star           | Nacio Herb Brown, Arthur Freed | 3:40  |
| 4.  | I could write a book            | Lorenz Hart, Richard Rodgers   | 3:10  |
| 5.  | Sounds of the night             | Gerald Fried, Johnny Mercer    | 2:58  |
| 6.  | Cielito Lindo                   | Traditionnelle                 | 2:25  |
| 7.  | Stella by Starlight             | Ned Washington, Victor Young   | 3:08  |
| 8.  | Blue Comedy                     | Michael Gibbs                  | 2:56  |
| 9.  | There Will Never be Another You | Mark Gordon, Harry Warren      | 5:34  |
| 10. | Blues Tonight                   | Clark Terry                    | 2:29  |
| 11. | When My Dreamboat Comes Here    | Dave Franklin, Cliff Friend    | 2:29  |